# Lowell Thomas Jr.
Lowell Jackson Thomas, Jr. (6 de outubro de 1923 – 1 de outubro de 2016) foi um político e produtor de televisão e cinema norte-americano.
Ele ajudou seu pai, o jornalista e escritor Lowell Thomas, em vários projetos antes de se tornar político. Ele foi o quinto vice-governador do Alasca.
Morreu em 1 de outubro de 2016, aos 92 anos.